# Syzygium pendulinum
Syzygium pendulinum är en myrtenväxtart som beskrevs av J.W.Dawson. Syzygium pendulinum ingår i släktet Syzygium och familjen myrtenväxter. IUCN kategoriserar arten globalt som starkt hotad. Inga underarter finns listade i Catalogue of Life.